# Hillman Husky
Husky était le nom des breaks fabriqués entre 1954 et 1970 par la marque anglaise Hillman sur base de leur modèle Minx.

## Hillman Husky Originale ("Mark I")
La première Hillman Husky (ou "Mark 1"), introduite en 1954, était un petit break contemporain basée sur les Hillman Minx- "Mark VIII". La Husky à deux portes est entrée dans la gamme aux côtés d'un break Minx existant, qui avait un empattement plus long de 229 mm. La Husky n'avait pas de hayon mais une porte arrière aux charnières à droite. Alors que les nouvelles berlines Minx Mark VIII de Luxe, cabriolet et coupé "Californian" utilisaient un nouveau moteur de 1 390 cm3 à arbres à cames en tête, la Husky continua à utiliser l'ancien 1 265 cm3 de 35 ch à soupapes latérales avec un seul carburateur Zenith, moteur qu'elle partageait avec la berline et le break Minx "Spécial". Contrairement à la Minx qui avait le levier de changement de vitesses sur la colonne de direction, la Husky l'avait au plancher.
Il y avait des sièges individuels à l'avant et une banquette à l'arrière qui pouvait se rabattre à plat pour augmenter l'espace de chargement. La garniture était en similicuir. Le chauffage et la radio étaient fournis en option. La voiture était disponible en bleu, gris, vert ou sable (couleurs de 1954).
42 000 exemplaires de cette Husky ont été vendus jusqu'à ce que le modèle soit remplacé en 1958 (un an après que son "parent" Minx ait été lui-même remplacé).
Le magazine The Motor a testé une Husky en 1954, et mesura une vitesse de pointe 105 km/h et une accélération de 0 à 80 km/h en 24,3 secondes. Une consommation de carburant de 8,5 l/100 km a été enregistrée. La voiture de l'essai coûtait 564 £ taxes incluses.

## Hillman Husky "Série Audax"

### Série I
En 1958, la nouvelle "Série I" Husky a été introduite. Elle a suivi la même formule que son prédécesseur, mais basée sur la nouvelle Hillman Minx série "Audax". Cette fois, le moteur est le nouveau Minx de 1 390 cm3 à soupapes en tête, mais bridé à 51 ch. Comme avant, il y avait aussi un break cinq portes "Minx Estate", et la Husky avait trois portes (avec la porte arrière à charnières à droite) et un empattement plus court de 203 mm. Elle est cependant 13 mm plus longue que son prédécesseur.
À nouveau, Commer vend une version fourgonnette du même véhicule, le Commer Cob.

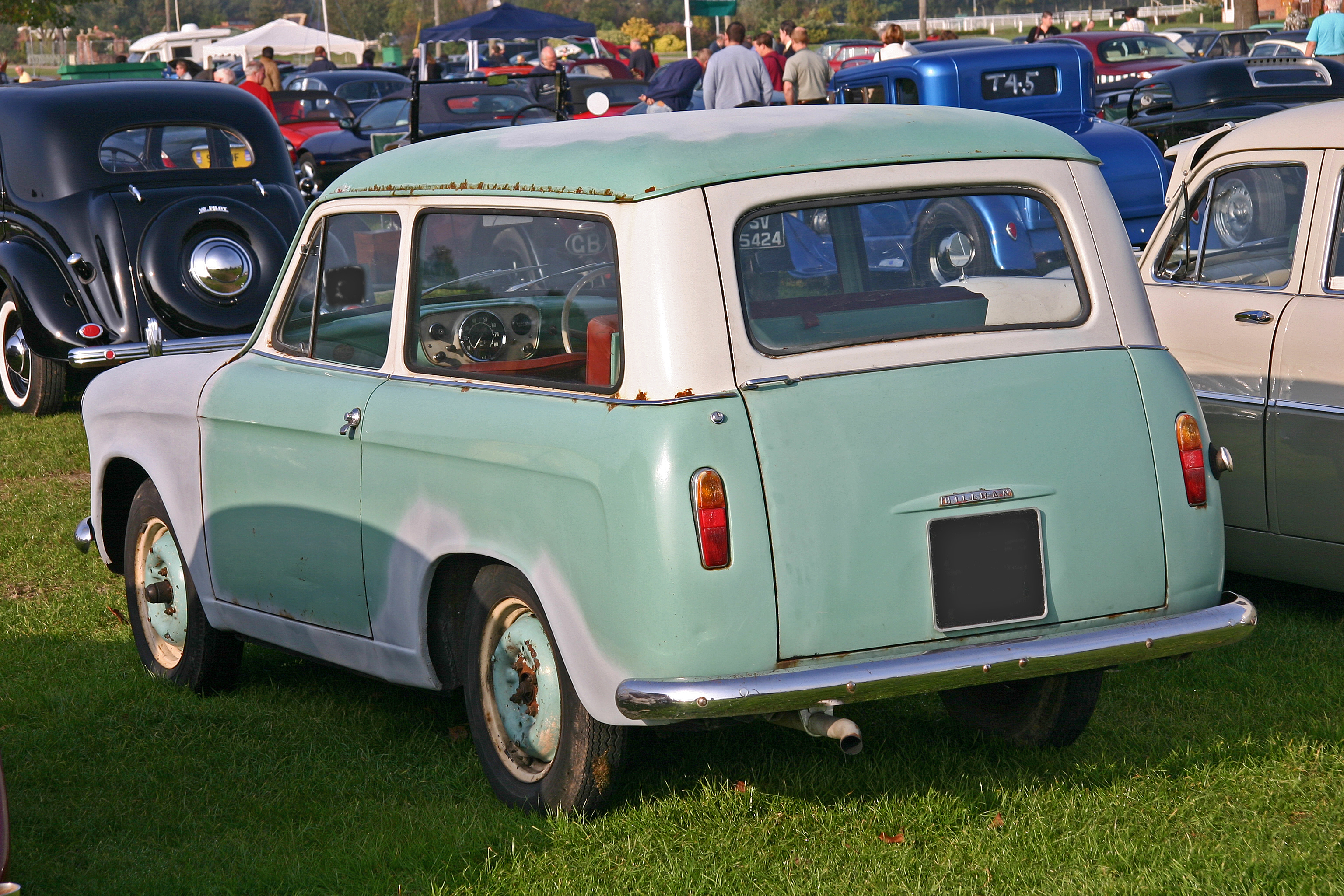
Ouverture latérale de la porte arrière
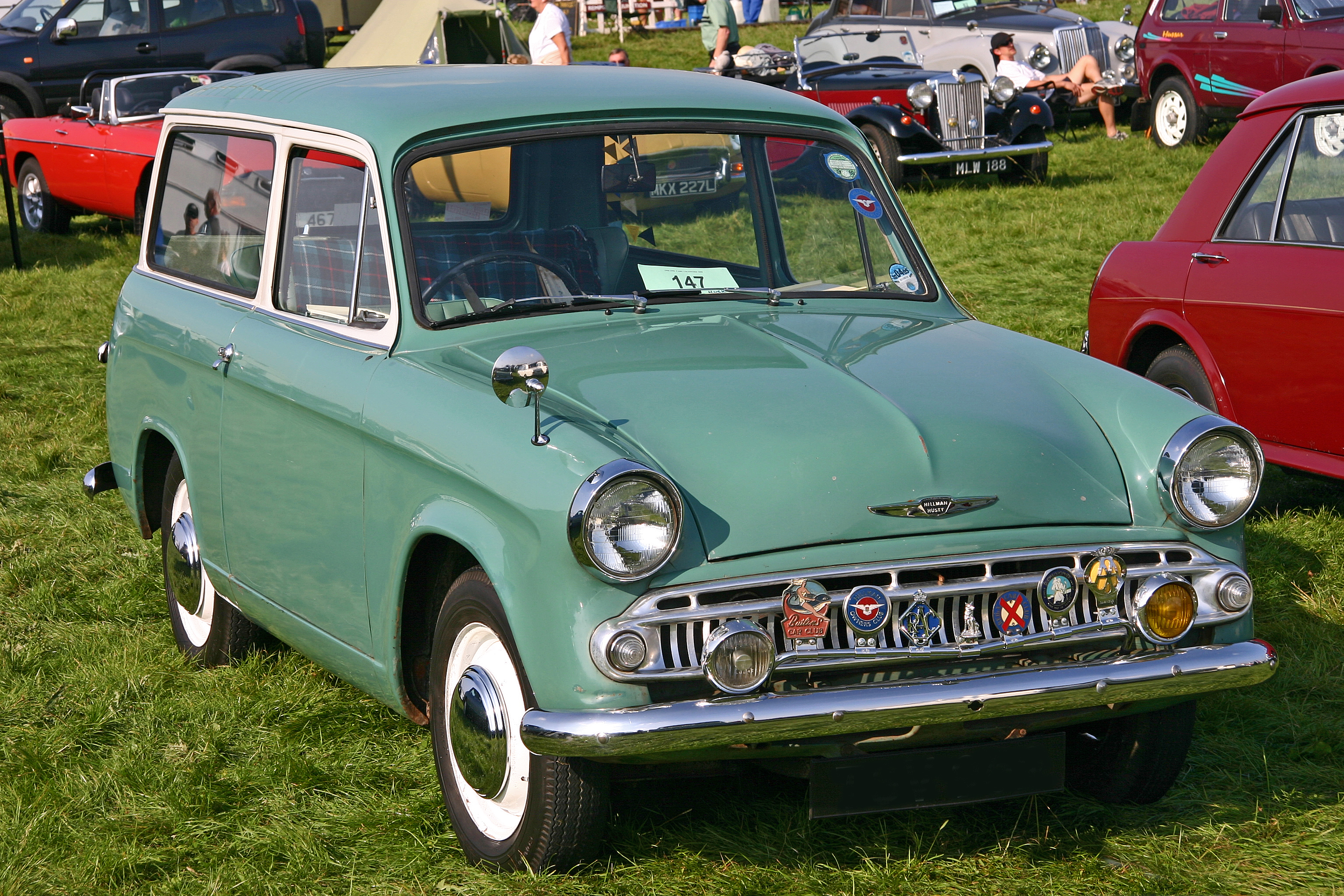
Husky Série II
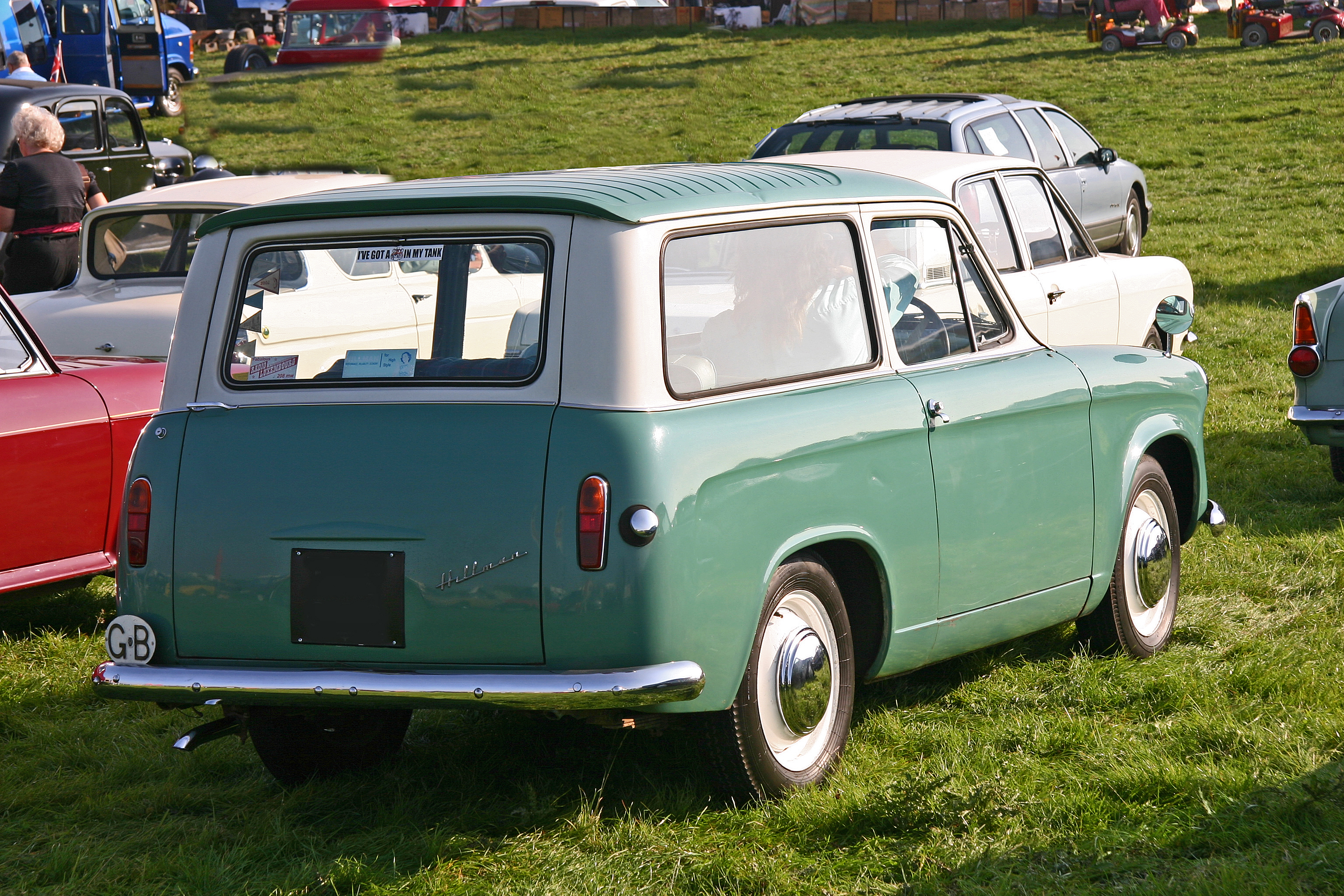
Série II, vue arrière
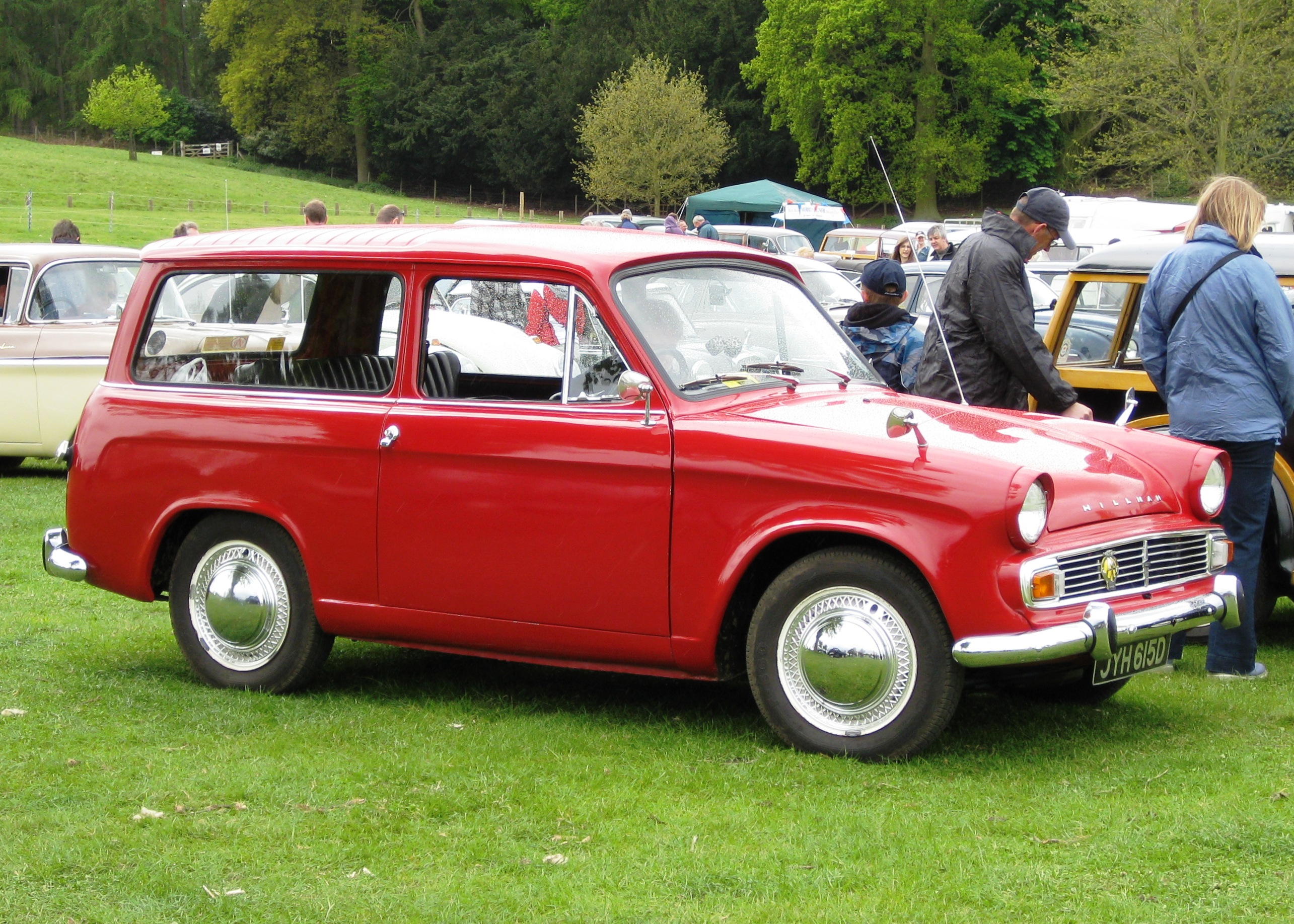
Série III

### Série II
Une Husky "Série II" suivit en 1960 avec une boîte à quatre vitesses, un toit légèrement abaissé, un pare-brise plus incliné et une modification des sièges. Le taux de compression a été augmenté à 8:1 et le carburateur remplacé par un Zenith 30 VIG.
Essayée en 1960 par le magazine The Motor, la Husky avait une vitesse de pointe de 118 km/h, une accélération de 0 à 97 km/h en 26,9 secondes et une consommation de carburant de 9,2 l/100 km. La voiture de l'essai coûtait 674 £ taxes comprises.

### Série III
La dernière itération de la Hillman Husky, la "Série III", basée sur la série "Audax", a fait ses débuts en 1963, avec un face-lift pour l'ensemble de la gamme Minx (et les dérivées d'ingénierie de marque). Les modifications de carrosserie sont appliquées sur la Husky, mais la réduction de la taille des roues de quinze pouces à treize pouces appliquée aux berlines n'est pas reportée à la Husky afin de maintenir sa garde au sol. En outre, alors que la Minx contemporaine Série V obtient des freins à disque à l'avant, la Husky continue avec des freins à tambour aux quatre roues. Le moteur de 1 390 cm3 est utilisé, sauf aux États-Unis où la Husky a adopté le 1 592 cm3 de la Minx Série V.
À partir de 1964, la boîte de vitesses est entièrement synchronisée et il y a des changements de l'embrayage et de la suspension. La Production de la Série III se termine en 1965.

## Dérivée de la Hillman Imp
Aucune autre Husky n'est produite jusqu'à ce qu'un nouveau modèle basé sur la Hillman Imp paraisse en avril 1967. Cette nouvelle Husky partagea le moteur arrière de l'Imp de 875 cm3 à arbre à cames en tête, et montra de meilleures performances que l'Imp, étant plus légère d'environ 150 kg. Le même moteur a également été adopté par la Bond 875.
Comme la précédente fourgonnette, la "Imp Estate" est fondée sur la voiture deux portes, avec le toit remonté de 102 mm pour offrir un plus large espace de rangement au-dessus du moteur, donnant à la voiture un étrange style de boîte carrée. L'inhabituel toit plat a été renforcé par des nervures et garni à l'intérieur du véhicule par de la "mousse synthétique amortissant le bruit". Comparée à la fourgonnette Commer dont elle venait, la carrosserie Husky avait aussi davantage de renforcements aux baies de fenêtres arrière.
Le chargement se faisait à l'arrière en levant un hayon qui descendait jusqu'au plancher, rendant le véhicule facile à charger sans se pencher. Les fenêtres coulissantes donnaient de la ventilation et une large vue depuis la banquette arrière. La partie supérieure de la banquette arrière pouvait être rabattue vers l'avant, formant une utile plate-forme de chargement horizontale avec une surface en caoutchouc, et 1,4 m3 de volume. Pour supporter l'augmentation de la charge, c'était la première dérivée d'une Hillman à recevoir des pneus à carcasse radiale. Elle avait également une suspension arrière renforcée avec des amortisseurs et des ressorts qui donna plus de sportivité à la Husky qu'à l'Imp normale, et on regarda avec étonnement ce grand véhicule qui avait rapidement tourné le coin avec très peu de roulis.
Une fois de plus, Commer vend une version commerciale de la même voiture, la van lancée en 1965 avec un moteur à compression moins élevée.

Hillman Husky (1967-1970)
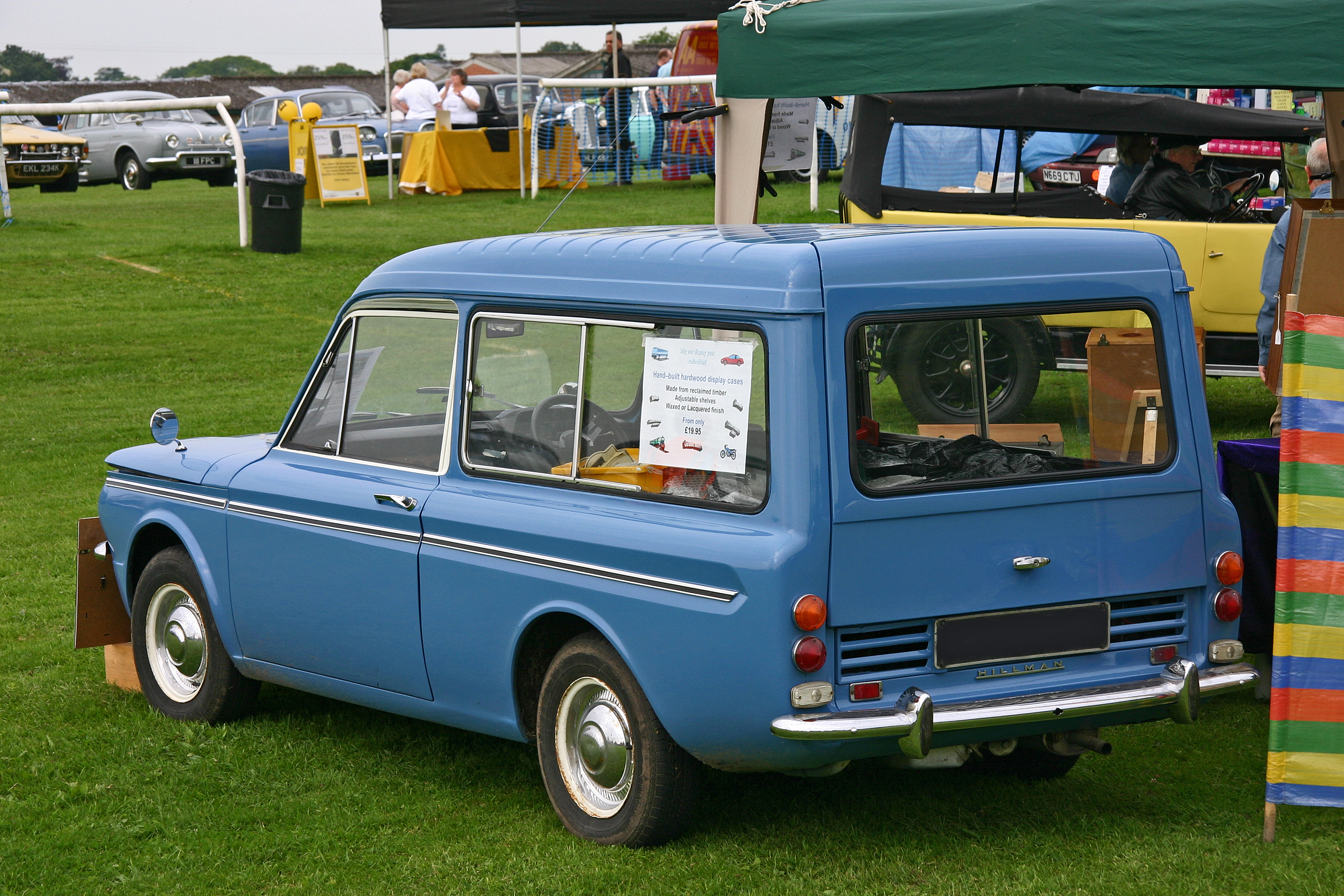
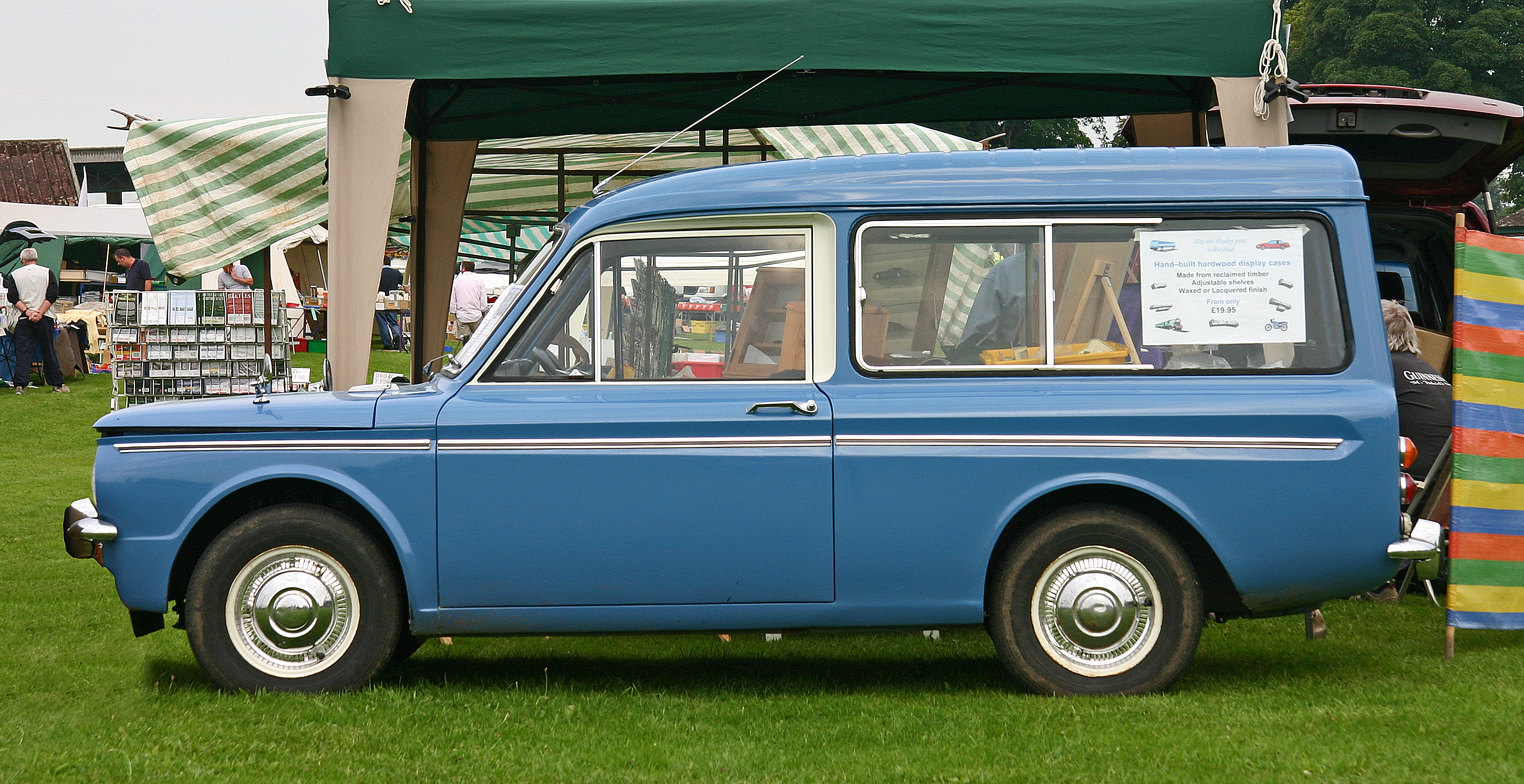

La dernière Husky a été construite en 1970, au moment où Chrysler Europe, les nouveaux propriétaires de Rootes, s'est engagée dans une importante rationalisation des produits.

## Maquettes à l'échelle
- Corgi Toys; N ° 206  (1956-1960), Hillman Husky "Mk I" échelle "O" (1/44).
- Corgi Toys; N ° 206M (1956-1959), Hillman Husky "Mk I" échelle "O" (1/44), entraînement par friction[10].